# Colletes askhabadensis
Colletes askhabadensis är en biart som beskrevs av Radoszkowski 1886. Colletes askhabadensis ingår i släktet sidenbin, och familjen korttungebin. Inga underarter finns listade i Catalogue of Life.